# Giuseppe Pecci (1776-1855)
Giuseppe Pecci (Gubbio, 13 april 1776 - aldaar, 21 januari 1855) was een Italiaans geestelijke en kardinaal van de Rooms-Katholieke Kerk.
Pecci was de zoon van gonfaloniere della giustizia Luigi Graaf Pecci en Anna Gravin Carbonana. Hij was geen familie van kardinaal Gioacchino Pecci, die later paus Leo XIII zou worden en diens oudere broer Giuseppe Pecci. Hij bezocht het seminarie van Gubbio en studeerde vervolgens aan de Universiteit van Perugia, waar hij 1800 promoveerde in zowel de wijsbegeerte als de theologie. Een jaar voor zijn promotie was hij priester gewijd.
Paus Gregorius XVI benoemde hem in 1839 tot titulair bisschop van Cesaropoli en tot apostolisch administrator van Gubbio. Twee jaar later werd hij residerend bisschop aldaar. Tijdens het consistorie van 30 september 1850 creëerde Pio Nono hem kardinaal. De Santa Balbina werd zijn titelkerk.
Het stoffelijk overschot van de kardinaal rust in de kathedraal van Gubbio.
- Istituto Centrale per il Catalogo Unico: RAVV093582
- Virtual International Authority File: 89268579